# Bathyphantes pallidus
Bathyphantes pallidus là một loài nhện trong họ Linyphiidae.
Loài này thuộc chi Bathyphantes. Bathyphantes pallidus được Richard C. Banks miêu tả năm 1892.